# Igeltjärnen (Ovansjö socken, Gästrikland, 672502-154374)
Igeltjärnen är en sjö i Sandvikens kommun i Gästrikland och ingår i Gavleåns huvudavrinningsområde.